# Сигида, Андрей Иванович
Андрей Иванович Сигида (26 декабря 1927 — 20 апреля 1993) — передовик советского машиностроения, 	Фрезеровщик завода «Алтайсельмаш» Министерства тракторного и сельскохозяйственного машиностроения СССР, город Рубцовск, Герой Социалистического Труда (1966).

## Биография
Родился в 1927 году в селе Вторая Каменка, ныне Локтевского района, Алтайского края в крестьянской семье. После завершения обучения в седьмом классе школы стал работать на заводе "Алтайсельмаш". Прошёл курсы в школе фабрично-заводского обучения, стал работать в инструментально-штамповочном цехе учеником слесаря. В годы Великой Отечественной войны выполнял по 2-3 нормы.
В послевоенное время освоил профессии токаря, фрезеровщика, карусельщика. Закончил обучение в школе рабочей молодёжи, постоянно совершенствовал своё мастерство. Работал бригадиром, с 1962 года - мастером, а с 1964 года инженером смены. одним из первых был удостоен звания "Ударник коммунистического труда".  
Указом Президиума Верховного Совета СССР от 5 августа 1966 года за достижение высоких показателей в производстве и успехи в промышленности Андрею Ивановичу Сигиде присвоено звание Героя Социалистического Труда с вручением ордена Ленина и медали «Серп и Молот».
Был рационализатором и автором многих предложений, отличный наставник для молодёжи. Член КПСС с 1963 года. Неоднократно избирался депутатом Рубцовского городского совета. Делегат 22-го съезда КПСС. С 1989 года и до последнего дня жизни заведовал музеем "Алтайсельмаша". Рабочий стаж составил 47 лет.
Проживал в городе Рубцовске Алтайского края. Умер 20 апреля 1993 года.

## Награды
За трудовые успехи был удостоен:
- золотая звезда «Серп и Молот» (05.08.1966)
- орден Ленина (05.08.1966)
- Орден Трудового Красного Знамени (10.03.1981)
- Орден Знак Почёта (10.06.1986)
- Медаль "За трудовую доблесть" (28.05.1960)
- другие медали.